# 健太郎のオールナイトニッポン0(ZERO)
『健太郎のオールナイトニッポン0(ZERO)』（けんたろうのオールナイトニッポンゼロ）はニッポン放送で放送された深夜番組。

## 概要
2018年2月4日未明（2月3日深夜）に放送した『健太郎のオールナイトニッポンR』が好評を得て、当時芸名の健太郎(現・伊藤健太郎)が毎月第3または第4日曜日（第3土曜日深夜）の3時から5時にパーソナリティを務める。
起用理由についてニッポン放送では「役者であると同時に音楽に造詣が深く、初めてのラジオ番組にもかかわらず、新旧洋邦の楽曲を選曲し、スタッフを驚かせた。曲のコメントも自分の言葉で、その魅力を紹介し、そのレコメンド能力の高さにパーソナリティとしての可能性を感じた。」としたうえで「2018年もっとも活躍が期待される役者であり、若者をターゲットにする『オールナイトニッポン』としては、最も抜擢したい人材として白羽の矢をたてた。映画やドラマとは違うビジュアルのない世界で、自分の言葉だけでリスナーを引きつけるのは容易でないが、健太郎はそんなハードルをたやすく超えていくと信じている。」と説明している。
この番組は、パーソナリティの伊藤健太郎自身が『愛する音楽』をテーマにして、色んな音楽を放送していくもの。
番組開始当初は「健太郎」という芸名だったが、のちに本名の「伊藤健太郎」に改名。ただし番組タイトルは変更しなかった。
2019年3月13日、当番組が3月限りで終了し、『オールナイトニッポン0』の月曜枠へと異動。『伊藤健太郎のオールナイトニッポン0』としてリニューアルすることが発表された。あわせてMixChannelでの同時配信もスタート。
こうして、2020年3月24日（3月23日深夜）の放送をもって、最終回を迎えた。伊藤健太郎はおよそ2年間続けてきた番組について、「今だから言うと、正直本番でも、しんどい時とかいろいろあったりもしたんですよ。お腹痛かったりとか」と笑いながら本音を語り「けど、このラジオ来ると、すなお君がバカな事言ってたりとか、ディレクターの米田さんとかと、みんなで何でもないような話をしてたりとか」とスタッフ陣に感謝を述べ、「そういうのしてる間にラジオ本番が始まり、リスナーの皆がバカみたいなメール送ってきてくれて。それが凄く復活させてくれたというか」「火曜日また頑張ろうかなって思うガソリンにもなってたっていうのもあったので。ほんとにね、素敵な時間を、宝物の時間を過ごさせて頂きました」とリスナーに対しても感謝を述べた。そして、「本当に皆さん、お世話になりました。楽しかったです、この2年間」と元気よく挨拶を行い、「また、絶対帰ってきたいなと思っていますので、お別れの言葉はコレにしたいと思います」「それではみんな、またね!」と述べ、累計2年間の番組の歴史に終止符が打たれた。

## 放送時間
毎週火曜日（月曜日深夜） 3:00 - 4:30
- 2019年07月16日（15日深夜）は放送はニッポン放送のみ『第25回参議院議員通常選挙 東京都選挙区政見放送』を放送するため04:20までの短縮放送。なおMixChannelでのスタジオ中継とニッポン放送以外のフルネット局は裏送りで通常通り04:30まで放送/配信された。

### 過去の放送時間
毎月第3または第4日曜日（第3土曜日深夜） 3:00 - 5:00

## コーナー
健太郎と音楽
月1時代からあるコーナー。伊藤が好きなレコードを解説し、伊藤自らが針を落としてその曲を流している。
泣いちゃうぞ
月曜枠へ移動後に始まったコーナー。King Gnuの『白日』を流す際に伊藤が白目と読み間違えたことがきっかけで生まれ、思わず、泣きそうになったエピソードを募集している。
ブックライブマン パーフェクト漫画レビュー
電子書籍ストア『BookLive!』とのタイアップコーナー。毎回、漫画1作品に対しての伊藤、リスナーのレビューを紹介している。
音の栞
リスナー自身や家族の大切な瞬間に関するメッセージを受けて、伊藤が1曲選曲する。
この他、毎回テーマメールが設けられている。

## 過去のコーナー
クソムシ宣言
映画『惡の華』とのタイアップコーナー。リスナーが自分ってクソムシだと感じたエピソードを募集していた。

## ゲストおよびその他の出演者
- MOROHA - 2018年6月24日
- 戸塚純貴 - 2018年7月22日
- 佐藤祐市 - 2018年10月21日
- Sumika - 2019年2月17日
- 菅田将暉 - 2019年3月17日
- 上柳昌彦 - 2019年8月26日
- 井口昇（映画『惡の華』監督）、押見修造（漫画『惡の華』原作者） - 2019年9月24日
- 玉城ティナ - 2019年10月1日
- 北村匠海 - 2019年10月8日
- 森久保祥太郎（コメント出演） - 2019年11月5日
- 栗原類 - 2019年12月10日
- 中川大志 - 2020年2月18日

## 代理番組
- BiSH - 2019年6月18日
- ハマ・オカモト（OKAMOTO'S） - 2019年10月15日
- 3時のヒロイン - 2020年1月6日
- トム・ブラウン - 2020年2月24日